# Windmühle Dörrwalde

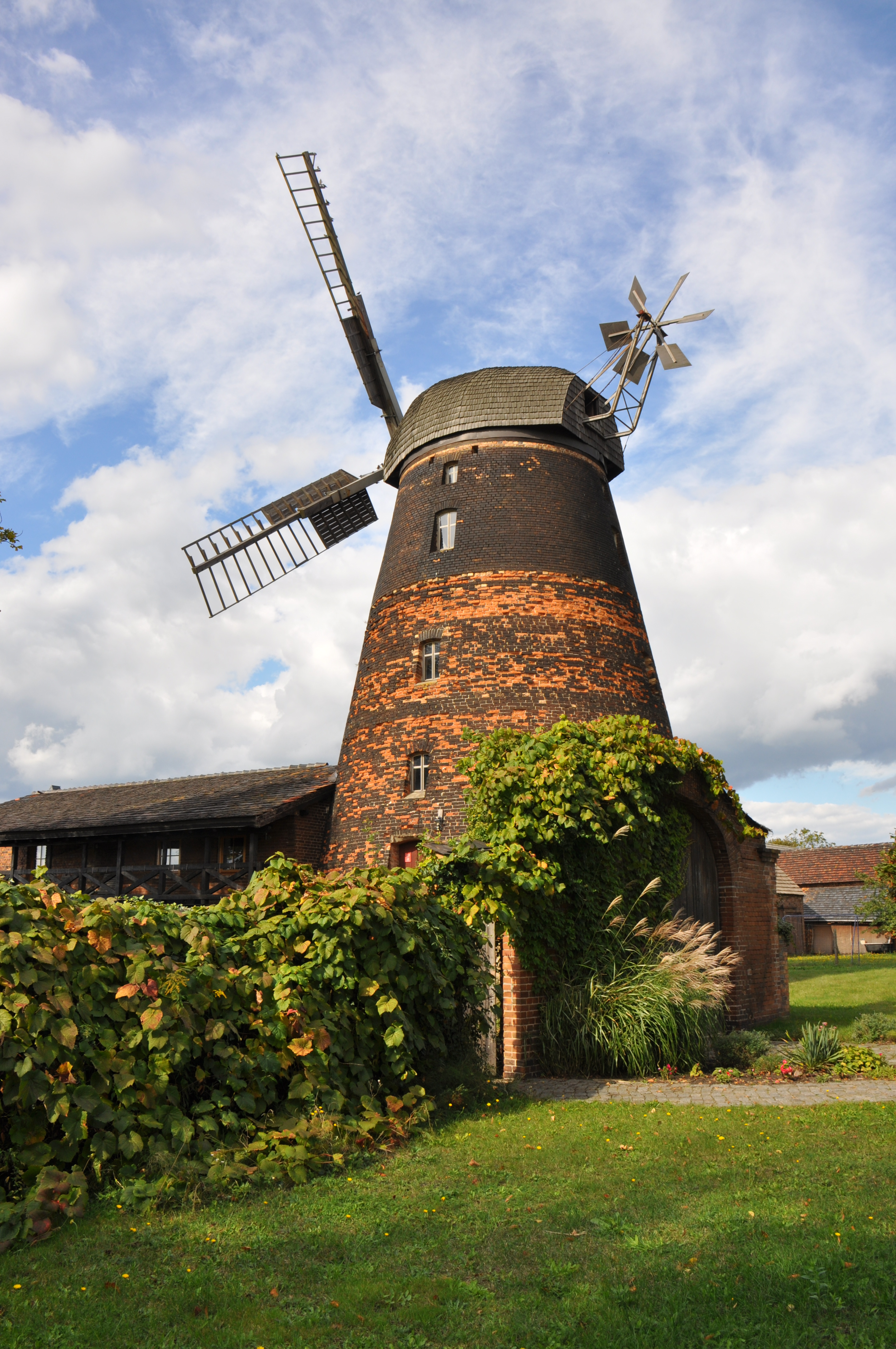
Außenansicht der Dörrwalder Mühle

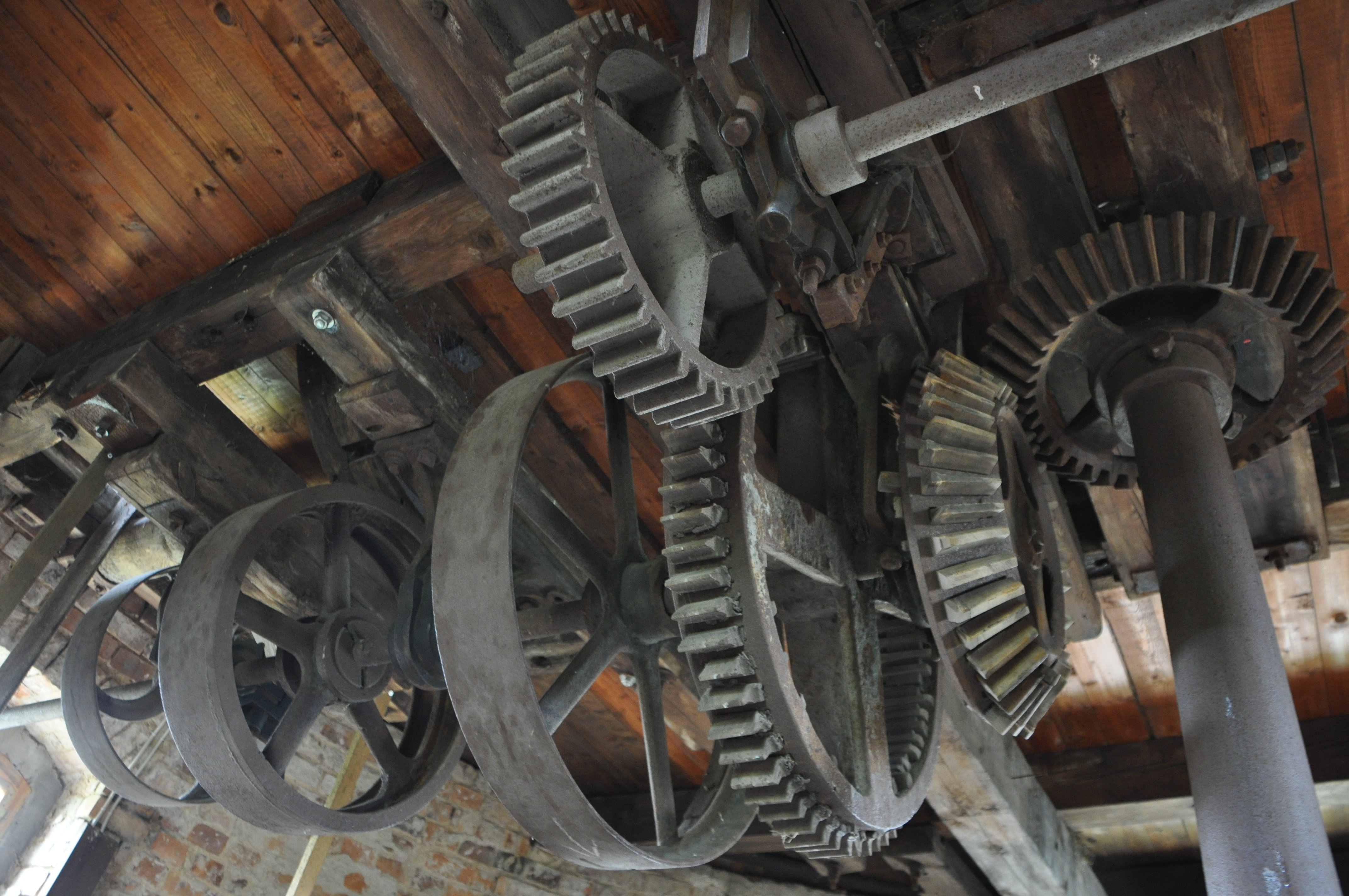
Innenansicht der Dörrwalder Mühle

Die Windmühle Dörrwalde ist eine historische Windmühle in Dörrwalde, einem Ortsteil der südbrandenburgischen Stadt Großräschen im Landkreis Oberspreewald-Lausitz und steht unter Denkmalschutz. Die für die Niederlausitz seltene Turmholländermühle hat Windmühlenflügel aus Lärchenholz und liegt unweit des westlichsten aller schiffbar miteinander verbundenen 23 Seen im Lausitzer Seenland – des Großräschener Sees. Sie ist ein Wahrzeichen in der Region sowie Anziehungspunkt für viele Touristen. Erreichbar ist sie mit dem Fahrrad über die Fernradwege Niederlausitzer Bergbautour und Fürst-Pückler-Weg sowie über den Niederlausitzer Kreisel.

## Geschichte
Im Steuerregister des Amtes Senftenberg wurde im Jahr 1609 eine hölzerne Bockwindmühle in Dörrwalde benannt. Am 2. Juli 1844 brannte die Bockwindmühle bzw. ihr Nachfolgebau gänzlich nieder. Im Folgejahr wurde an einem anderen Standort im Dorf die heutige Holländerwindmühle erbaut. Zu einem erneuten Brand kam es am 6. Mai 1902, als nachts gegen 23.45 Uhr ein Feuer in der Turmhaube ausbrach, das die technische Einrichtung der Mühle zerstörte. Ein schwerer Sturm knickte die Mühlenflügel an einem Sonntag im Juli 1908 ab und beschädigte die Turmhaube.
Im Jahr 1910 beschaffte der Mühlenbesitzer eine Dampfmaschine, die er bei Windstille zum Antrieb der Mühle einsetzte. Seit 1923 wurde die Mühle ausschließlich elektrisch betrieben, da in diesem Jahr das elektrische Ortsnetz in Betrieb gesetzt wurde. 1945 setzte der Mühlenbesitzer seinem Leben ein Ende und der Umsiedler, Müllermeister Franz Biegel, übernahm 1947 das Mühlengrundstück mit Wohnung, Mühle, Bäckerei und Stallungen. Biegel löste 1959 aus gesundheitlichen Gründen, technischen Problemen beim Mühlenbetrieb sowie staatlichen Auflagen für die Mehlherstellung seinen Pachtvertrag auf.
Ab 1960 bewirtschaftete die örtliche LPG das Mühlengrundstück, belegte die Stallungen mit Vieh und nutzte die Mühle zum Schroten für Viehfutter. Der Bäckereibetrieb war bereits eingestellt. 1988 änderte die LPG die betriebliche Struktur und zog das Mühlengrundstück leer. Ein Kaufmann aus Oberfranken erwarb das verwahrloste Mühlengrundstück 1996 und sanierte detailgetreu die bereits verfallene Mühle und alle weiteren Gebäude. 1999 eröffnete er im ehemaligen Wohnhaus ein Café und zwei Pensionszimmer für Übernachtungen. Der Orkan Kyrill beschädigte 2007 die neuen Mühlenflügel so stark, dass sie erneuert werden mussten. Die Resort Lausitzer Seenland GmbH als neuer Eigentümer und Betreiber der Dörrwalder Mühle begann im Jahr 2012 den Ausbau des Mühlenensembles zu einem Eventstandort mit historischem Mühlenflair. Die Neueröffnung der Dörrwalder Mühle erfolgte am 29. November 2013.